# Folyami rigótimália
A folyami rigótimália (Turdoides tenebrosa) a madarak osztályának verébalakúak (Passeriformes) rendjébe és a Leiothrichidae családjába tartozó faj.

## Rendszerezése
A fajt Gustav Hartlaub német ornitológus írta le 1883-ban, a Crateropus nembe Crateropus tenebrosusi néven.

## Előfordulása
Afrika középső részén, Dél-Szudán, Etiópia, a Közép-afrikai Köztársaság, a Kongói Demokratikus Köztársaság, Szudán és Uganda területén honos. A természetes élőhelye a szubtrópusi vagy trópusi cserjések, valamint száraz szavannák. Állandó, nem vonuló faj.

## Megjelenése
Testhossza 26  centiméter.

## Életmódja
Gerinctelenekkel és gyümölcsökkel táplálkozik.